# Adam Giedrys
Adam Giedrys (ur. 26 marca 1918 w okolicach Wilna, zm. 26 grudnia 1997) – polski astronom amator, z zawodu krawiec.

## Wczesne lata
Giedrys skończył technikum i zdobył tytuł mistrza krawieckiego w Wilnie, leżącym ówcześnie w granicach Polski.
Prowadził później zakład krawiecki w Nowym Dworze. W czasie II wojny światowej był łącznikiem o pseudonimie „Benhal” w Armii Krajowej (AK) na okręg wileński. Otrzymał Medal Wojska.
Po wojnie, w 1946 r. osiedlił się w Szczecinku. W 1948 r. został aresztowany za „antykomunistyczną działalność” w 60-osobowym Bojowym Oddziale Armii dowodzonym przez Stefana Pabisa. Był więziony (głównie we Wronkach) do 1953 r., kiedy to trafił do szpitala z gruźlicą nerek. Z trudem uratowano mu życie w szpitalu w Olsztynie.
Według jego córki (obecnie profesor mikrobiologii) Stefanii Giedrys-Kalemba, pobyt w szpitalu przyczynił się do jego późniejszego zainteresowania astronomią:

Tato wspominał, że leżał na łóżku przy oknie i głównie patrzył w niebo albo czytał książki ze szpitalnej biblioteki. Były wśród nich pozycje poświęcone astronomii, która stała się jego pasją. I tak ojciec, jak później żartowaliśmy, zaczął bujać w obłokach.

## Działalność astronomiczna
Źródło: Strefa Historii

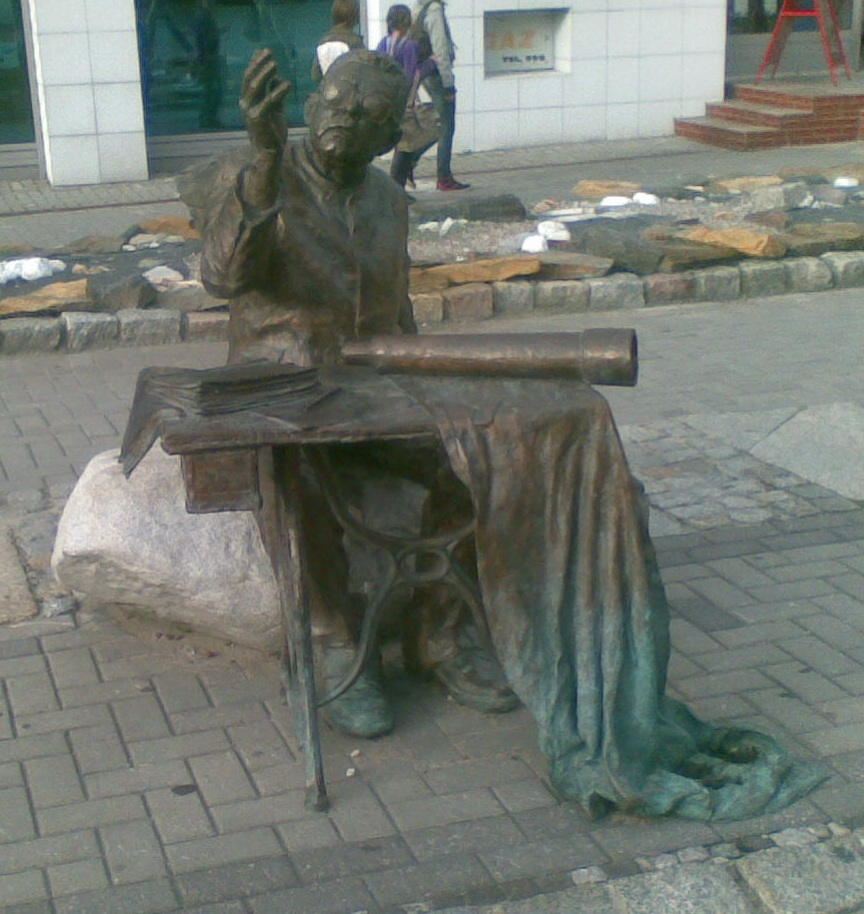
Pomnik Adama Giedrysa w Szczecinku

Po powrocie do domu poświęcił się nauce. Skonstruował swoją pierwszą lunetę z soczewek ze zwykłych okularów. Z pomocą władz miasta, życzliwych ludzi i firm w 1958 r. zbudował na dachu kamienicy, w której mieszkał (ul. Kościuszki 10 w Szczecinku), kopułę obserwacyjną, w której zainstalował samodzielnie skonstruowany teleskop, dający powiększenie 1250 razy.
Giedrys bywał na zagranicznych kongresach astronautyczno-astronomicznych, prowadził też korespondencję z ośrodkami naukowymi na całym świecie i z astronautami.
Kilka razy w roku organizował astronomiczne odczyty i seminaria, zawsze z udziałem profesjonalnego astronoma. Latem były to obozy dla młodzieży w Radaczu (uczestnikiem jednego z nich był Kapitan Żeglugi Wielkiej Zbigniew Suplicki). Sprowadzał, wtedy trudno dostępne, filmy o astronautyce. Przyjmował zorganizowane wycieczki młodzieży szkolnej.
Jako pierwszy Polak otrzymał z NASA próbkę gruntu księżycowego z misji Apollo 11 z 1969 roku, która poza wielkimi ośrodkami naukowymi prezentowana była tylko w Szczecinku w 1971. W maju 1998 podobną próbkę gruntu księżycowego otrzymał z NASA Jarosław Brancewicz. Próbka ta była prezentowana na jedynej oficjalnie zatwierdzonej przez NASA wystawie w Szczecinku. Po raz drugi Jarosław Brancewicz sprowadził próbkę gruntu księżycowego do Polski we wrześniu 2010. Po zawirowaniach związanych z transportem skała księżycowa została pokazana w Częstochowie, władze Szczecinka nie były tym zainteresowane. W Szczecinku odbyło się kilka zamkniętych prezentacji m.in. dla dzieci z przedszkola „Miś”, SP-1, filatelistów i społeczności romskiej.

## Upamiętnienia
- 1974 – Adam Giedrys jednym z bohaterów reportażu Ryszarda Wójcika „Odmieńcy”, w odcinku pod tytułem „Wskrzeszony do gwiazd”.
- 1983 – Planeta krawiec – polski film obyczajowy oparty w większości na losach A. Giedrysa. W rolę Adama Giedrysa wcielił się Kazimierz Kaczor, a sam Giedrys był konsultantem filmu.
- 2009 – pomnik Adama Giedrysa w Szczecinku odsłonięty w październiku 2009 r. autorstwa Doroty Dziekiewicz-Pilich, która osobiście znała astronoma. Rzeźba naturalnej wielkości przedstawia postać siedzącą z lunetą i książką przy maszynie do szycia, i wpatrującą się w niebo[6][7].
- W Szczecinku przy skrzyżowaniu ulic Kościuszki i Mierosławskiego, znajduje się rondo Adama Giedrysa[1].
- 2012 – Gimnazjum nr 3 na szczecineckim osiedlu Zachód otrzymało decyzją Rady Miasta imię Adam Giedrysa[8]
- 15 marca 2018 – Senat Rzeczypospolitej Polskiej podjął uchwałę w sprawie uczczenia pamięci Adama Giedrysa w 100. rocznicę jego urodzin[9].
- 29 października 2022 – Powstanie „Szczecineckiego Stowarzyszenia Naukowego Astrosfera im. Adama Giedrysa” przez byłych uczniów szczecineckiego astronoma[10].